# Elateropsis fulvipes
Elateropsis fulvipes är en skalbaggsart som först beskrevs av Louis Alexandre Auguste Chevrolat 1838.  Elateropsis fulvipes ingår i släktet Elateropsis och familjen långhorningar.
Artens utbredningsområde är Kuba. Inga underarter finns listade i Catalogue of Life.